# Chùa Kyaik Pun
Chùa Kyaik Pun (tiếng Miến Điện: ကျိုက်ပွန်ဘုရား, IPA: [tɕaiʔpʊ̀ɴ pʰəjá])(ကျာ်ပန် trong tiếng Môn, Kyaik (Phật) & Pon (Bốn), là một ngôi chùa ở thành phố Bago, vùng Bago, Myanmar. Chùa này nổi tiếng với điện thờ với bốn tượng Phật ngồi xoay lưng vào nhau và trông ra bốn hướng đông, tây, nam, bắc. Các tượng Phật này cao 27 m và là hình ảnh của bốn vị Phật ở kiếp hiện tại là Phật Câu-lưu-tôn, Phật Câu-na-nàm-mâu-ni, Phật Ca-Diếp, và Tất-đạt-đa Cồ-đàm. Các pho tượng được vua Migadippa cho dựng vào thế kỷ VI và được vua Dhammazedi cho sửa sang lại vào thế kỷ XV.

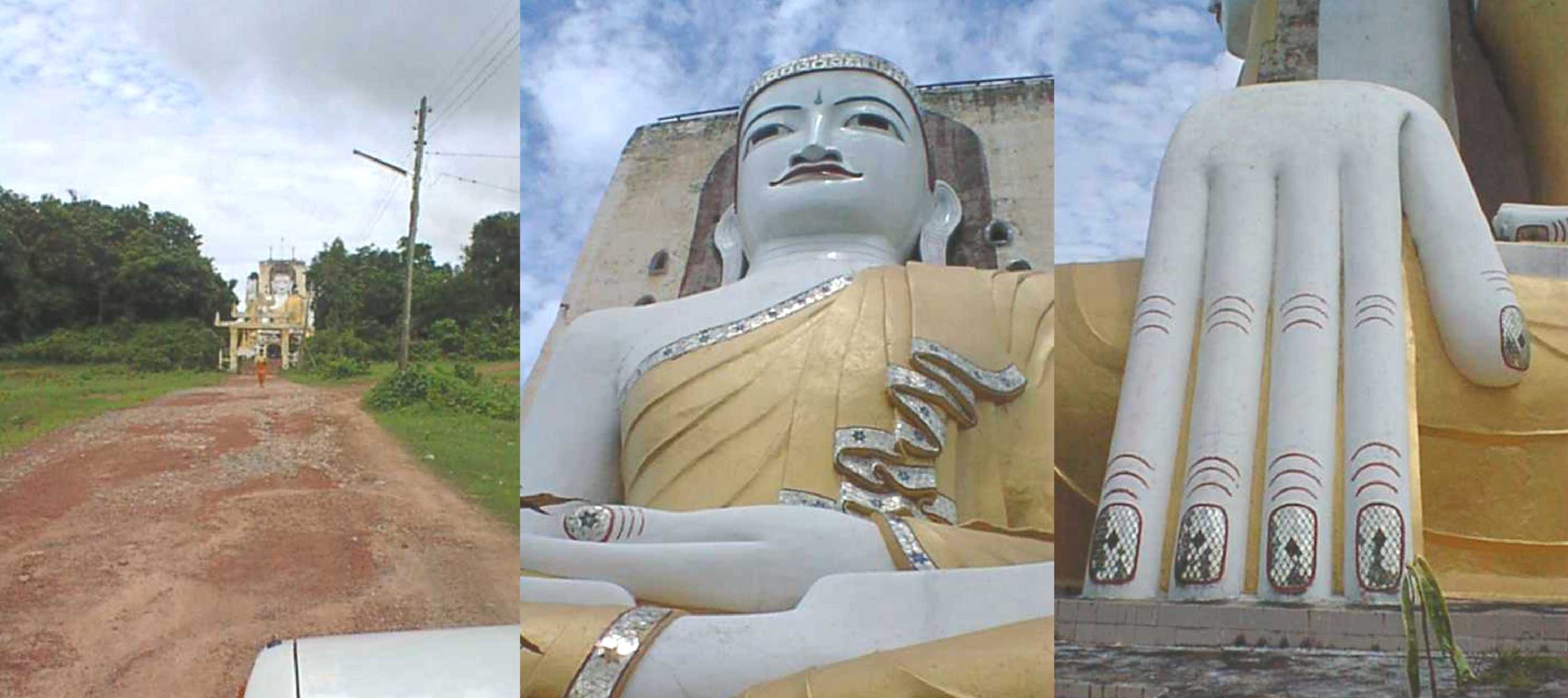
Các ảnh tượng Phật ở chùa Kyaik Pun